# 헤레로어

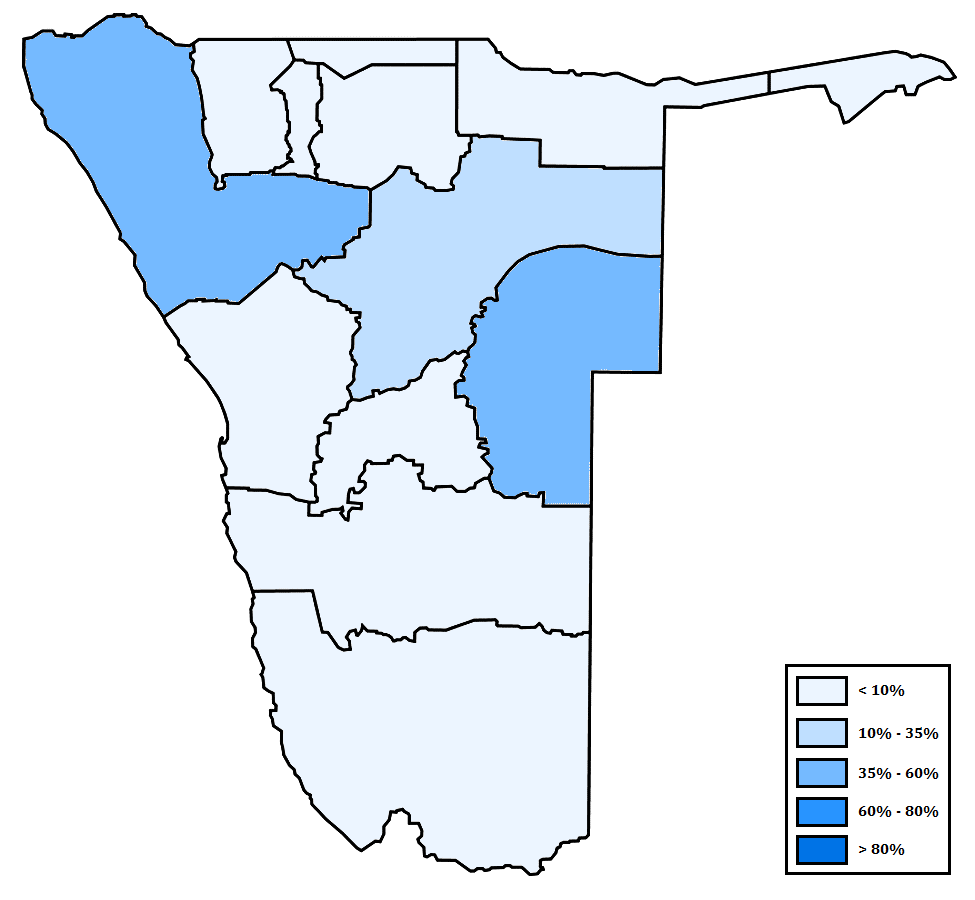
사용 지역

헤레로어(Otjiherero)는 나미비아와 보츠와나의 헤레로인과  Mbanderu족이 사용하는 반투어이다. 앙골라 남서부의 소규모 공동체에 의해서도 사용된다. 2014년 기준 211,700명의 화자가 있다.

## 철자법
- a - [ɑ]
- b - [b]
- d - [d]
- ḓ - [d̪]
- e - [ɛ]
- f - [f]
- g - [g]
- h - [h]
- i - [i]
- j - [j]
- k - [k]
- l - [l]
- m - [m]
- mb - [ᵐb]
- mw - [mʷ]
- n - [n]
- ndj - [ⁿdʒ]
- ng - [ᵑɡ]
- ngw - [ᵑɡʷ]
- nj - [ɲ]
- ṋ - [n̪]
- o - [ɔ]
- p - [p]
- r - [r]
- s - [s]
- t - [t]
- tj - [t͡ʃ]
- ṱ - [t̪]
- u - [u/w]
- v - [v]
- w - [w]
- y - [j]
- z - [z][1]

## 같이 보기
- 헤레로어 위키백과